# أسناني احتكاكي مهموس
أسناني احتكاكي مهموس (بالإنجليزية: Voiceless dental fricative)، صامت أسناني احتكاكي مهموس مستخدم في بعض اللغات المحكيّة، يرمز له بالأبجديّة الصوتيّة الدوليّة بالرمز (θ)، وبأبجدية مناهج تقييم الكلام الصوتية الموسعة بالرمز (T)، في الأبجدية العربية يقابله الحرف (ث) وفي الأبجدية اللاتينية يقابله الحرفين (th) اللذين يمكن أن يعبرا كذلك عن صوت الذال ð .

## ملامح الصوت
الملامح المميزة للصامت الأسناني الاحتكاكي المهموس:
1. مخرج الصوت احتكاكي، وهذا يعني أنّ الصوت ينطق بواسطة دفع الهواء عبر ممر ضيق في موضع النطق.
2. صفة الصوت أسنانيّة، وهذا يعني أنّ الصوت ينطق بواسطة ملامسة نصل اللسان لسطح الداخلي للأسنان.
3. الصفة اللفظية مهموس، وهذا يعني أنّ الحبال الصوتيّة لا تهتز أثناء نطق الصوت.
4. صامت شفتاني، وهذا يعني أن الهواء يخرج من خلال الفم فقط.
5. صامت مركزي، وهذا يعني أن الصوت ينتج عن طريق تمرير الهواء على طول اللسان ووسطه، وليس من الجوانب.
6. تقنية تدفق الهواء رئويّة، وهذا يعني أنّ الصوت ينطق الحرف عن طريق دفع الهواء بواسطة الرئتين والحجاب الحاجز فقط، كمعظم الأصوات تقريباً.

## ظهور الصوت
| اللغة    | اللغة        | الكلمة  | أصد       | المعنى   | ملاحظات          |
| -------- | ------------ | ------- | --------- | -------- | ---------------- |
| ألبانية  | ألبانية      | thotë   | [θɔtə]    | 'قال'    |                  |
| عربية    | فصحى         | ثابت    | [ˈθa:bit] | 'ثابت'   | انظر صواتة عربية |
| باشقيرية | باشقيرية     | үҫал    | [uθaɫ]    | 'غاضب'   |                  |
| أمازيغية | لهجة قبائلية | faṯ     | [faθ]     | قصّ'      |                  |
| إنجليزية | إنجليزية     | thin    | [θɪn]     | 'نحيل'   |                  |
| إسبانية  | قشتالية      | cazar   | [kaˈθar]  | 'اصطاد'  |                  |
| سواحيلية | سواحيلية     | thamini | [θɑmini]  | 'قيمة'   |                  |
| سريانية  | آرامية       | ܬܠܬܐ    | [θlo:θa]  | 'ثلاثة'  |                  |
| تركمانية | تركمانية     | sekiz   | [θekið]   | 'ثمانية' |                  |